# Marie-Ursule de Minckwitz

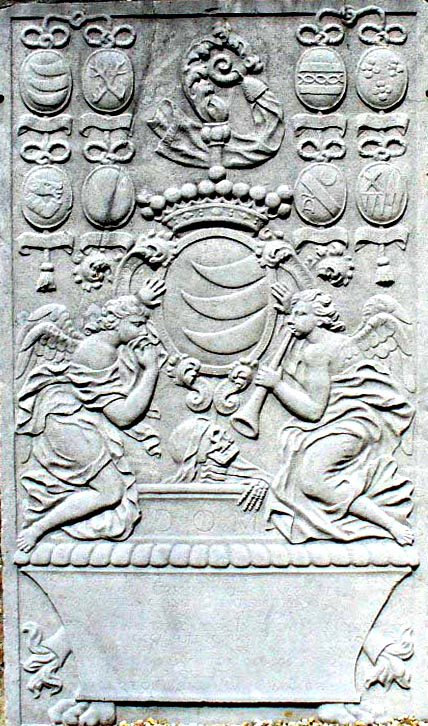
Grafsteen van Marie-Ursule de Minckwitz met haar familiewapen, nu op het kerkhof van Neerharen.

Marie-Ursule de Minckwitz (1649 - 27 september 1719) was de 37e abdis van de abdij van Hocht en lid van de Midden-Duitse adellijke familie von Minckwitz.
We weten niet zeker wanneer ze tot abdis werd verkozen, maar men vermoedt dat het in 1685 zou zijn geweest. Ze kocht in 1708 de heerlijkheid Neerharen - waarvan de abdij reeds het tiendrecht bezat - van de familie de Kerkhem voor een bedrag van 90.000 Luikse florijnen en vanaf dan droegen de abdissen van Hocht de titel van vrouwe van Neerhagen. Hierdoor verwierf zij ook het patronaatsrecht van de kerk van Neerharen en werd de abdis van Hocht ook een van de vijf edele buitenheren (-vrouwen) van Maastricht..
Marie-Ursule liet ook twee schilderijen maken door Englebert Fisen: een schilderij van Paulus in 1699 en een van Onze Heer Jezus in de woestijn in 1700.
Na haar dood op 27 september 1719 werd ze begraven in het hart van de kloosterkerk.

## Referentie
- U. Berlière, Monasticon belge: Province de Limbourg, Luik, 1976, pp. 171–172.